# Trage kroonslak
De trage kroonslak (Doto fragilis) is een slakkensoort uit de familie van de kroonslakken (Dotidae). De wetenschappelijke naam van de soort werd in 1838 voor het eerst geldig gepubliceerd door Forbes.

## Beschrijving
De trage kroonslak is een forse, tot 35 mm grote, kroonslak. Het lichaam is overwegend bruin van kleur, met een reeks bleke pigmentvlekjes langs de zijkanten van het lichaam. In Nederland vaak geel- tot oranjebruin, met witte puntjes op rug en rinoforen. Bij grotere exemplaren bevinden zich op de zijkant van de rug 8-10 paar gezwollen cerata, met 8-12 concentrische cirkels met wratachtige tuberkels die ook zeer dicht tegen elkaar staan. De rinoforen zijn glad, met een trompetvormige schede rond de basis. Aan de voet van iedere schede loopt een opvallende verhoogde richel naar de voorzijde van de kop.

## Verspreiding
De trage kroonslak werd voor het eerst beschreven vanaf het eiland Man, Ierse Zee, Verenigd Koninkrijk. Het is vervolgens gemeld vanuit heel Groot-Brittannië en Ierland en continentale kusten tot Portugal en in de Middellandse Zee. Deze soort werd in 1997 voor het eerst autochtoon waargenomen in de Oosterschelde. Desondanks blijft deze soort zeldzaam in Nederland. Ze worden onregelmatig en uitsluitend in de centrale en westelijke Oosterschelde op de hydroïdpoliep haringgraat aangetroffen op dieptes van circa 5 tot 25 meter. 